# Soldier of Fortune (песня)
«Soldier of Fortune» — песня группы Deep Purple из альбома Stormbringer, вышедшего в 1974 году. Эта композиция является одной из самых известных песен группы и считается классической рок-балладой. Своим нынешним местом в истории музыки Soldier of Fortune обязана не только таланту авторов, Дэвида Ковердейла и Ричи Блэкмора, но и настойчивости последнего. Хотя остальным участникам Deep Purple песня категорически не понравилась, Ричи убедил их включить её в альбом Stormbringer (1974) и продолжал исполнять даже после выхода из состава группы.
Песня исполнялась как группами Ричи Блэкмора Rainbow и Blackmore’s Night, так и Дэвидом Ковердэйлом в составе Whitesnake.
Песню можно услышать на нескольких концертных альбомах Deep Purple и сборниках её лучших треков.

## Интересные факты
- Всей остальной группе песня не пришлась по душе, но Блэкмор продолжил её играть и после того, как ушёл из Deep Purple. Есть даже версия песни в исполнении Blackmore’s Night[1].
- Ричи Блэкмор: «Soldier Of Fortune — одна из моих любимых песен. В ней несколько средневековых аккордов»[1].
- Шведская группа Opeth сделала кавер на эту песню, который вошёл в альбом Ghost Reveries.